# BMJ
BMJ (съкратено от British medical journal – „Британско медицинско списание“) e рецензирано медицинско списание със свободен онлайн достъп.
Списанието се издава от дъщерното дружество BMJ Group на Британската медицинска асоциация. Негов главен редактор е Фиона Годлии, която е на тази длъжност от февруари 2005 г.

## История
Списанието се публикува от 3 октомври 1840 г. и още тогава привлича вниманието на професионалисти от целия свят заради публикуването на оригинални изследвания и интересни случаи. През 1988 г. името му от British medical journal става съкратеното BMJ.

## Издания
BMJ има 4 седмични хартиени издания (които имат едно и също съдържание, но различно рекламиране в тях):
- издание „Обща практика за общопрактикуващи“
- издание „Клинични изследвания за клинични лекари“
- международно издание за чуждестранни абонати на списанието
- компактно издание за пенсионираните членове на Британската медицинска асоциация

Има също така и месечно „Студентско BMJ“, чието съдържание е насочено към студенти по медицина и млади лекари. Някои от международните издания са на разположение на съответните национални езици в страните, където се разпространява. Глобалната онлайн клинична общност на BMJ' е doc2doc.